# Wild Guns
Vous lisez un « bon article » labellisé en 2007.
Wild Guns (ワイルドガンズ, en version originale japonaise, soit Les Pistolets sauvages en français) est un jeu vidéo de tir à la troisième personne développé par Natsume, sorti à partir de 1994 sur Super Nintendo. Il met en scène Clint et Annie, à la poursuite du Kid dans un western de science-fiction (aussi appelé space western). Il se compose de deux modes de jeu pouvant être pratiqués en solo ou à deux joueurs : en coopération pour le mode « Scénario » et en duel pour le mode « Versus ».

## Scénario et univers

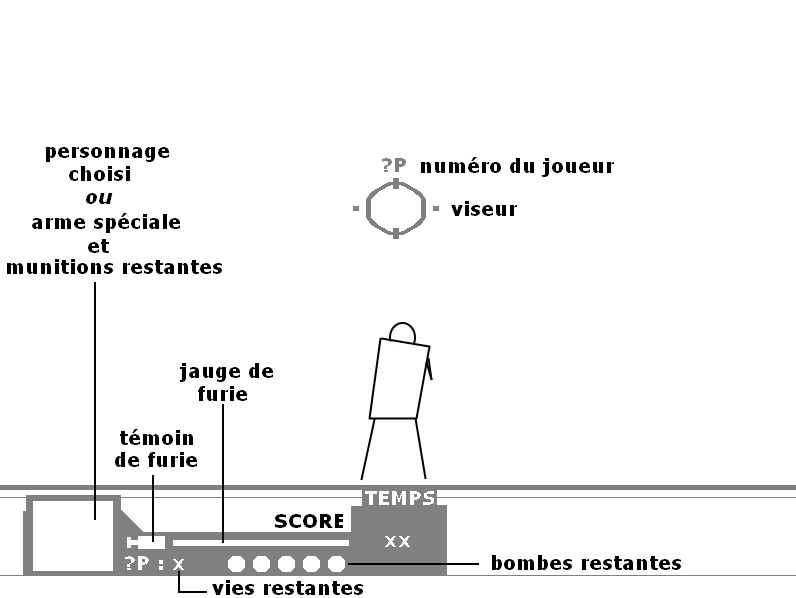
Interface du jeu.

Dans un western alternatif où les cow-boys côtoient les robots, le gang du Kid a enlevé et assassiné la famille d'Annie (dont le nom est une probable référence à Annie Oakley). Elle trouve le célèbre chasseur de primes Clint (vraisemblablement nommé ainsi en hommage à Clint Eastwood, acteur célèbre entre autres pour ses rôles dans des westerns). Ces deux personnages archétypaux vont accomplir la vengeance de la jeune femme.
Wild Guns est l'une des rares incursions du jeu vidéo dans le western de science-fiction (il existe, par exemple, Tin Star sur la même console, la série Wild Arms ou le plus récent Darkwatch). Le jeu utilise les clichés du western (mine d'or, dynamite, cow-boys…), ce qui contraste avec cette utilisation originale de la science-fiction.
Le scénario est adapté si les deux joueurs pratiquant un mode coopératif choisissent le même personnage, ceux-ci sont frères ou sœurs.

## Système de jeu

### Généralités et contrôles
Les contrôles du jeu peuvent faire penser à ceux du jeu d'arcade Cabal sorti en 1988 et de sa suite sortie en 1990 ayant aussi pour thème le western : Blood Bros.. Le joueur déplace son personnage latéralement devant un décor fixe. Une fois que le bouton de tir est enclenché, c'est le viseur qui bouge et non plus le personnage. Le tir s'effectue par une pression continue sur le bouton. Tuer un ennemi ou un boss rapporte un nombre de points proportionnel à la résistance de celui-ci.
Appuyer plusieurs fois sur le bouton de tir permet au joueur de lancer un lasso qui paralyse l'ennemi touché. Les ennemis utilisent parfois de même ce paralyseur contre le joueur.
Au fur et à mesure que le joueur contre les balles projetées par les adversaires, une jauge de furie se remplit. Une fois pleine, le joueur est doté d'une arme puissante et rapide (le V-Gun pour Vulcan gun) et est invincible pendant un laps de temps.
Les ennemis apparaissent et agissent de manière prédéfinie, seuls les boss peuvent éventuellement agir de manière aléatoire. L'endroit d'impact des tirs des ennemis est indiqué sur le plan du joueur. Un tir proche ou la chute d'un tir de mortier est signalé par un phylactère « Look out! » sur le personnage. Toucher, paralyser ou tuer un ennemi peut éliminer ses tirs directs s'ils ne sont pas parvenus à leur point d'impact.
Le joueur peut esquiver ces tirs ennemis à l'aide du bouton saut. Le saut s'oriente avec la croix directionnelle. S'il est effectué vers le haut, un double-saut peut être effectué par l'intermédiaire d'une nouvelle pression. Celui-ci peut également être orienté. Au contraire s'il est orienté vers le côté, le personnage effectuera une simple roulade.
Il arrive que des ennemis passent sur le plan du personnage pour le frapper. Appuyer sur le bouton tir permet au joueur de leur asséner un coup de crosse. Les bâtons de dynamite lancés par certains ennemis peuvent être ramassés avant qu'ils n'explosent et être relancés dans le décor.
| 1 : Déplacements du personnage et du viseur (Y pressé) |           |
| 2 : rien                                               | 3 : Pause |
| 4 : Saut et roulade (Y pressé)                         | 5 : rien  |
| 6 : Tir                                                | 7 : Bombe |
| 8 : rien                                               | 9 : rien  |

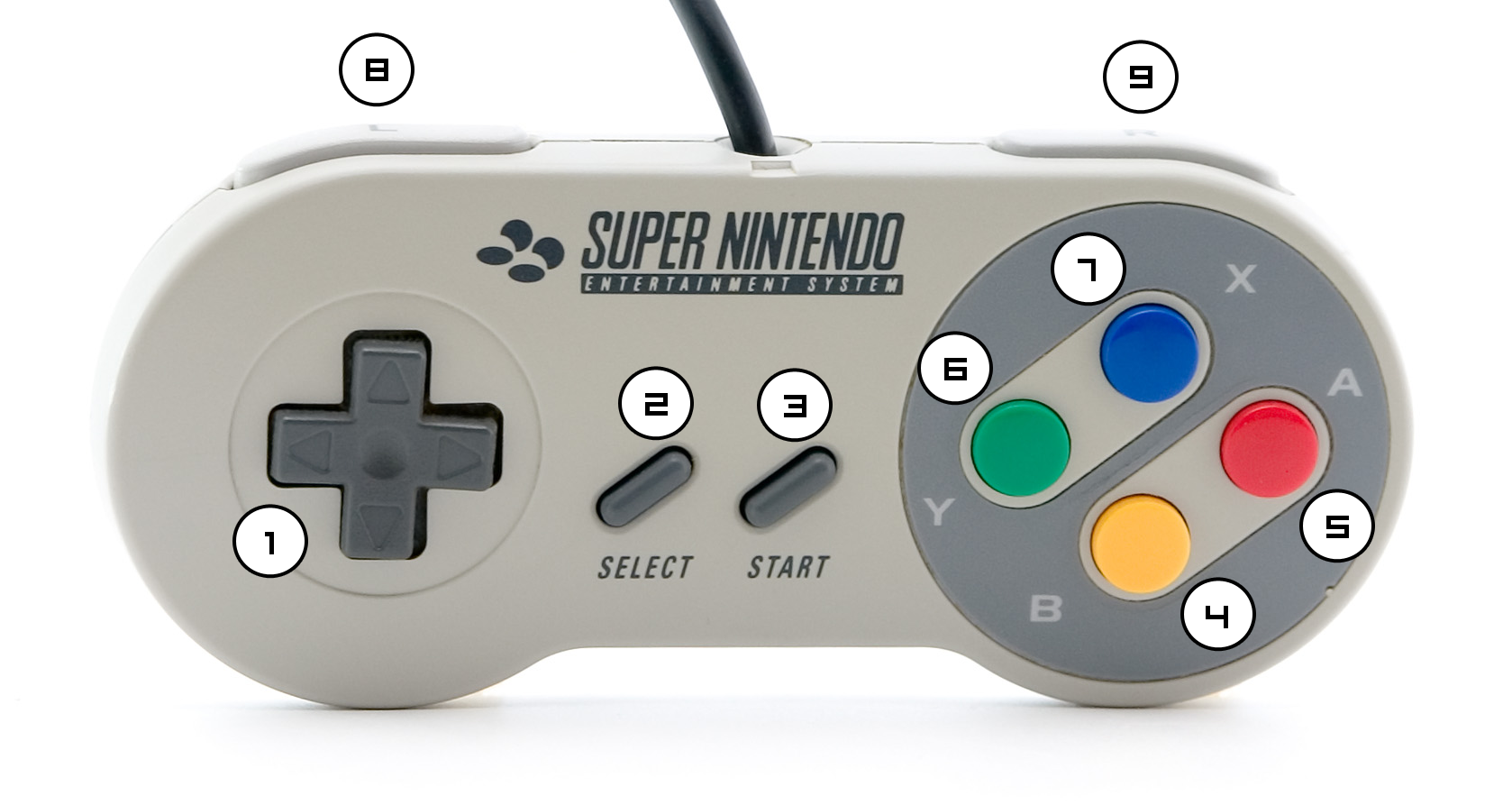

Les décors possèdent de nombreux éléments destructibles renfermant parfois des bonus. Si le reste du décor n'est pas destructible, une bonne partie est endommageable, ce qui permet au joueur d'engranger quelques dizaines de points supplémentaires.
Le joueur peut utiliser le bouton bombe pour infliger des dégâts à tous les ennemis et éléments destructibles présents à l'écran. Les bombes sont en nombre limité (trois au départ) mais peuvent être récupérées sous forme de bonus dans la limite maximum de cinq.
Le personnage possède un fusil de base aux munitions illimités mais différentes armes spéciales peuvent être récupérées par un système de bonus/malus. Les munitions d'une arme doivent être à zéro pour repasser à l'arme précédente.
Le jeu peut être parcouru avec trois niveaux de difficulté : easy (« facile »), normal (« normal ») ou hard (« difficile »).

### Système de vies et de crédits
Le joueur possède trois vies au début du jeu. Il peut en obtenir de nouvelles s'il dépasse un certain score. Si le personnage est touché par un ennemi, le joueur perd une vie. Quand le joueur perd toutes ses vies, il peut recommencer le niveau et changer de personnage à l'aide d'un crédit, mais son score est remis à zéro. Il n'y a pas de limite de crédit. Des paliers de score accordent au joueur des vies supplémentaires en fin de niveau. Un bug du jeu ne permet pas au compteur du jeu d'afficher plus de neuf vies même si l'excédent est pris en compte par le programme. La difficulté du jeu n'est pas tant de le terminer que d'aller le plus loin possible sans utiliser de crédit.

### Système de bonus/malus
En tuant certains ennemis ou en détruisant certains éléments du décor, le joueur peut obtenir différents types de bonus : les bonus points ou les bonus armes, ces derniers pouvant aussi être obtenus en détruisant un petit module volant qui apparaît dans les confrontations contre les boss. Le joueur les récupère en tirant dessus. Ils disparaissent au bout d'un certain temps s'ils ne sont pas ramassés. Les bonus sont l'un des rares mécanismes du jeu ayant un caractère aléatoire.
Les bonus points sont représentés par des sacs d'or et des pierres précieuses :
- un sac d'or (marqué G comme gold) rapporte 500 points supplémentaires ;
- suivant sa couleur, une pierre précieuse rapporte en points supplémentaires
- une blanche 1 000 ;
- une bleue   1 500 ;
- une rouge   5 000.

Les bonus armes sont représentés par des cartouches. Certains présentent un « ? » à côté du symbole, ce qui signifie que l'arme récupérée est aléatoirement déterminée. Les différentes armes pouvant être obtenues sont :
- le S-Gun (pour shotgun), un fusil à pompe puissant ;
- le M-Gun (pour machine gun), un fusil d'assaut rapide ;
- le G-Gun (pour grenade launcher), un lance-grenades ;
- le P-Gun (pour peashooter), un pistolet qui n'inflige aucun dégât et dont le joueur doit vider les munitions, ce malus est uniquement récupéré par le bonus armes aléatoire.

Ces armes sont limitées à cinquante munitions.
Le joueur peut également trouver des bombes supplémentaires marquées d'un B.
À la fin de chaque niveau, le nombre d'items (bonus ou malus) collectés est multiplié par 500 et le résultat est ajouté au score total du joueur.
Une autre manière de gagner des points supplémentaires pour le joueur est le bonus de combo. Quand le joueur tue plusieurs ennemis d'affilée, le nombre de points qu'ils rapportent normalement est multiplié par deux pour le deuxième ennemi, par trois pour le troisième jusqu'à par cinq maximum pour le cinquième, sixième...
Des niveaux bonus où le joueur doit juste tirer sur des cibles inoffensives peuvent être débloqués. Pour cela, il faut que le joueur atteigne un certain nombre de points à la fin des divers niveaux. Ces niveaux bonus permettent au joueur d'augmenter son score total en détruisant des cibles et en récupérant des bonus points.

### Modes de jeux

#### Mode «Scénario»

##### But
Le mode « Scénario » peut être parcouru en mode solo ou en mode coopératif à deux joueurs. Deux personnages sont jouables : Clint et Annie. Ils ont la même jouabilité et leurs costumes peuvent se décliner en quatre tons de couleurs différents.
Le but de ce mode est deux parcourir un maximum de six niveaux en obtenant le score le plus élevé possible, en tuant un maximum de cibles, en récupérant un maximum de bonus et en franchissant des niveaux.

##### Niveaux principaux
Franchir un niveau apporte des points supplémentaires dont le nombre est annoncé au début de celui-ci. Ce nombre est proportionnel à la difficulté. Il y a six niveaux dans le jeu. Ceux-ci sont divisés, sauf exception, en trois parties ayant le même déroulement. La première et la deuxième partie de chaque niveau sont limitées en temps. Une fois le compteur de temps à zéro, les ennemis disparaissent et le joueur doit éliminer un sous-boss. Le temps s'écoule d'autant plus vite que les cibles sont détruites. La troisième partie est consacrée à l'élimination d'un boss de fin de niveau. Chaque niveau possède trois décors fixes (un par partie) en partie destructible par le joueur.
- Le premier niveau, Carson City, rapporte 30 000 points s'il est franchi. La première partie se déroule sur une place avec un saloon et un restaurant. Le premier sous-boss est un robot longiligne qui tire des rafales de balles. La deuxième partie se déroule devant le bar du saloon et son sous-boss est un bandit couard qui se cache quand le joueur tire dessus tout en se relevant de temps à autre en visant et tirant rapidement sur le joueur. La troisième partie se déroule sur le toit d'un bâtiment. Le boss de fin de niveau que le joueur y affronte est un mecha tirant des rafales de balles et tirant des obus à la manière d'un mortier.

Le joueur peut ensuite parcourir les quatre niveaux suivant dans l'ordre qu'il souhaite.
- Le canyon de la désolation est l'un des niveaux proposés. S'il est franchi, il rapporte 50 000 points au joueur. La première partie se déroule en haut d'un canyon désertique où gisent deux squelettes de dinosaures. Le premier sous-boss est un androïde muni de deux revolvers. La deuxième partie se situe devant la rivière sillonnant le fond du canyon. Le sous-boss de celle-ci est un drone muni d'un paralyseur créant des doubles de lui-même munis de mitrailleuses. Le joueur affronte le boss de fin de niveau dans le désert. Il s'agit d'un gros véhicule à dix roues surmonté d'une tourelle de char équipée d'un lance-flammes et d'un tireur d'obus.
- Le dépôt de munitions est l'un de ces autres niveaux et permet au joueur d'obtenir 70 000 points supplémentaires s'il est franchi. La première partie de ce niveau se déroule à l'entrée du dépôt protégée par une tourelle équipée d'une mitrailleuse. Le sous-boss de cette partie est le même androïde que celui de la première partie du niveau du canyon de la désolation. La deuxième partie a lieu à l'intérieur du dépôt. Le deuxième sous-boss est le même bandit couard que dans le premier niveau accompagné d'un drone équipé d'une mitrailleuse. La troisième et dernière partie du niveau se situe au cœur du bâtiment. Le boss est un robot sphérique volant équipé d'une mitrailleuse et d'un paralyseur double. Une fois que le joueur a détruit la vitre qui protège le point sensible de ce boss, celui-ci envoie des projectiles sur le plan du personnage. Ceux-ci tombent doucement et explosent lorsqu'ils atteignent le sol.
- Le niveau de la mine d'or rapporte 70 000 points s'il est franchi. La première partie de celui-ci se déroule à l'entrée de la dite mine. Le sous-boss associé à cette partie est une version évoluée du robot longiligne qui sert de tout premier sous-boss au jeu. La deuxième partie se situe à l'intérieur de la mine devant une structure qui semble destinée au forage qui s'avère en fait être le sous-boss de cette partie. La structure est protégée par des mitrailleuses sur bras amovible. La dernière partie du niveau a lieu dans les profondeurs de la mine. Le boss que le joueur y affronte est un crabe robotique qui se défend avec des coups de pattes, des paralyseurs et des mitrailleuses cachées sous sa carapace. Il protège parfois son point sensible situé sur son front à l'aide de ses pinces.
- Le dernier niveau proposé est celui du train blindé. Celui-ci apporte un bonus de 70 000 points au joueur qui le termine. Ce niveau déroge à la règle des parties puisque celle-ci se déroule sur le même décor à savoir sur le toit d'un train roulant sur une voie parallèle à une autre qui fait face au joueur. Une fois les premières quarante secondes passées à combattre des ennemis (buggies, hommes volants, cavaliers...), un train doté d'un système anti-gravitationnel apparaît pour deux fois quarante nouvelles secondes de combat. La locomotive de celui-ci constitue un sous-boss. Elle est équipée de paralyseurs et d'un mortier. Le boss de fin de niveau apparaît une fois le sous-boss détruit. Il s'agit d'un homme muni d'un jetpack, doté d'un pistolet et de bâtons de dynamite. Il passe parfois sur le plan du joueur pour tenter de lui assener un coup de couteau.

Dès qu'un niveau est terminé, le bonus de points des autres niveaux augmente. Une fois ces quatre niveaux achevés, le joueur a accès au niveau final.
- Le combat final rapporte 300 000 points supplémentaires s'il est gagné. La première partie se déroule devant le quartier général du Kid. Ce niveau ne suit pas le déroulement habituel. Le joueur commence par affronter deux robots longilignes avancés du type de celui rencontré dans le niveau de la mine d'or. La deuxième partie se déroule à l'intérieur de l'antre où des lingots et des sacs d'or sont empilés. Le joueur y affronte des androïdes du type de celui rencontré dans le canyon de la désolation épaulés par des mitrailleuses sur bras amovible rencontrées dans le niveau de la mine d'or. Ceux-ci ne font pas office de boss puisque l'épreuve est limitée en temps. Ils sont par ailleurs moins résistants que leurs modèles. Les androïdes protègent aussi le sous-boss du niveau : le bandit couard croisé à Carson City et au dépôt de munitions. La troisième partie se déroule devant la porte d'entrée du bureau du Kid. Le sous-boss de ce niveau est le système de sécurité de la dite porte. Il est assisté par des drones identiques à ceux croisés dans le dépôt de munitions. Le boss de fin est Kid, que le joueur affronte dans son bureau. Il est protégé par des tourelles et des sbires.

Une fois Kid éliminé, une courte cinématique a lieu et le score final est calculé. Ce dernier est, s'il est suffisant, intégré dans un tableau des plus hauts scores.
À noter qu'un cheat composé à l'écran du choix de personnage permet au joueur d'accéder au niveau de son choix (Bas et Select enfoncés plus la combinaison A, B, A, B, A, B, A, B).

#### Mode «Versus»
Le mode « Versus » est une compétition entre un joueur et l'ordinateur ou entre deux joueurs. Il consiste en un concours de tir sur le mode des niveaux bonus du mode « Scénario ». Les personnages incarnés sont ceux du mode « Scénario » et ne peuvent être tués dans ce mode. Le joueur obtenant le score le plus élevé remporte la partie. Le score est la somme du produit du nombre de cibles détruites par 500 et des bonus apparaissant à la suite de la destruction de cibles spéciales et récupérées en étant touché par une balle.

## Musique
Hiroyuki Iwatsuki et Haruo Ohashi ont composé la bande originale du jeu. Elle se compose de onze morceaux.

## Production et réception
Le jeu Wild Guns détonne dans la ludothèque du développeur Natsume, plus connu pour ses jeux de sport, de pêche, ses adaptations de licences ou encore sa série Harvest Moon. Wild Guns a eu une production courte et une distribution limitée à travers l'entreprise Tommo. Arrivé vers la fin du catalogue Super Nintendo, le jeu a eu du mal à se faire une place à l'intérieur de la ludothèque de la console à l'époque.
Pourtant, la réception critique du jeu fut bonne. Electronic Gaming Monthly lui donne 8/10 et Nintendo Power lui donne 3,25/5. Power Unlimited, GamePro et Gamepad.se lui accordent encore aujourd'hui respectivement les notes de 75 %, 4/5 et 8/10. Le jeu pourrait ainsi revenir au goût du jour, notamment chez les collectionneurs. Le 31 mai 2010, le jeu a été réédité sur la console virtuelle de la Wii.
Équipe de développement
- Planification du design graphique : Shunichi Taniguchi ;
- Programmation : Toshiyasu Miyabe et Hiromichi Komuro ;
- Son : Hiroyuki Iwatsuki et Haruo Ohashi ;
- Remerciements spéciaux : H. Autumn, Tomo Chan, Shin Chan, Ina Chan, M. Matsumoto et Y. Maekawa.

## Postérité
Un remake sur PlayStation 4 intitulé Wild Guns Reloaded est annoncé par Natsume en 2016. En plus d'une refonte graphique, il propose un mode multijoueur jouable à quatre et inclut deux nouveaux personnages : Dorris et le chien Bullet. Il sort le 13 décembre 2016 au Japon et le 20 décembre 2016 en Amérique du Nord et en Europe. Le jeu sort ensuite sur Nintendo Switch le 17 avril 2018.